# Калинівка (Божедарівська селищна громада)
Кали́нівка (МФА: [kɐˈɫɪɲiu̯kɐ] ( прослухати)) — село в Україні, у Божедарівській селищній громаді Кам'янського району Дніпропетровської області.
Населення — 274 мешканців.

## Географія
Село Калинівка знаходиться на лівому березі річки Базавлук, вище за течією на відстані 0,5 км розташоване село Адамівка, нижче за течією на відстані 2 км розташоване село Олександрівка. По селу протікає пересихаючий струмок з загатою.

## Населення

### Мова
Розподіл населення за рідною мовою за даними перепису 2001 року:
| Мова            | Відсоток |
| --------------- | -------- |
| українська      | 94,9 %   |
| російська       | 4,4 %    |
| інші/не вказали | 0,7 %    |